# Nicotiana cavicola
Nicotiana cavicola ist eine Pflanzenart aus der Gattung Tabak (Nicotiana) in der Familie der Nachtschattengewächse (Solanaceae). Die Art kommt in Western Australia vor.

## Beschreibung
Nicotiana cavicola ist eine bis zu 1 m hohe, krautige Pflanze, die mäßig mit drüsigen Trichomen behaart ist. Die Laubblätter entspringen der Basis oder den Stängeln. Sie sind breit dreieckig bis breit herzförmig, nach oben werden die Blätter schmaler. Die Blattspreite wird bis zu 20 cm lang und 13 cm breit, der Blattstiel erreicht Längen von bis zu 11 cm und ist breit geflügelt. Die Basis der Blätter ist gelegentlich ohrförmig und den Stängel umfassend.
Die Blütenstände sind rispenförmig, wenig verzweigt, die unteren Tragblätter sind laubblattartig. Die Blüten besitzen einen Kelch mit einer Länge von 7 bis 25 mm. Die Kronröhre ist meist 22 bis 45 (selten 18 bis 50) mm lang und am Ende der Kelchröhre 1 bis 3,5 mm im Durchmesser. Der Kronsaum hat einen Durchmesser von 10 bis 40 mm, die Kronlappen sind meist stumpf. Die Staubbeutel der oberen vier Staubblätter stehen auf der gleichen Höhe oder zumindest nahezu auf der gleichen Höhe, ihre Staubfäden sind meist bis zu 2,5 (gelegentlich bis 5) mm lang. Das fünfte Staubblatt besitzt einen bis zu 6,5 (gelegentlich bis zu 14) mm langen Staubfaden, der meist in der oberen Hälfte der Kronröhre ansetzt.
Die Frucht ist eine eiförmige bis breit elliptische Kapsel mit einer Länge von 6 bis 12 mm. Die Samen sind nierenförmig, die Samenoberfläche ist geschwungen honigwabenartig oder unregelmäßig gefaltet.
Die Chromosomenzahl beträgt 2n = 40.

## Vorkommen und Standorte
Die Art ist im mittleren Westen des australischen Bundesstaates Western Australia zu finden. Sie wächst dort meist an schattigen Standorten an Durchbrüchen und felsigen Aufschlüssen.